# أبيل أغيلار
أبيل أغيلار (بالإسبانية: Abel Aguilar)‏ (مواليد 6 يناير 1985 في كالي - كولومبيا) لاعب كرة قدم كولومبي يلعب حاليا لصالح نادي الدرجة الأولى ريال سرقسطة الإسباني منذ 2009 في مركز الوسط المدافع .

## روابط خارجية
- أبيل أغيلار على موقع الاتحاد الدولي (مؤرشف)  (الإنجليزية)
- أبيل أغيلار على موقع الدوري الأمريكي (الإنجليزية)
- أبيل أغيلار على موقع إي إس بي إن إف سي (الإنجليزية)
- أبيل أغيلار على موقع قاعدة بيانات كرة القدم.إي يو (الإنجليزية)
- أبيل أغيلار على موقع ناشيونال فوتبول تيمز (الإنجليزية)
- أبيل أغيلار على موقع Soccerway.com (الإنجليزية)
- أبيل أغيلار على موقع عالم كرة القدم.نت (الإنجليزية)
- أبيل أغيلار على موقع كووورة
- أبيل أغيلار على موقع AS.com (الإسبانية)